# Kondycja ludzka
Kondycja ludzka (ang. The Human Condition) – dzieło filozofki Hanny Arendt, wydane w 1958 roku, w którym przedstawiła swoją wizję Grecji klasycznej w odniesieniu do XX wieku.

## Tematyka
Arendt dowodzi, że kondycję ludzką (vita activa) opisują trzy działalności, wzajemnie niepowiązane:
1. działanie
2. wytwarzanie
3. praca

Najszlachetniejsze z nich jest działanie. Wymaga interakcji międzyludzkiej, oceny, spojrzeń. Działanie stanowi zbiór czynności mających charakter samocelowy, autoteliczny. W starożytnej Grecji działanie było właściwe światu polityki. Stanowi domenę wolności i pluralizmu, wywodzi się z niepowtarzalności ludzkich twarzy.
Wytwarzanie odróżnia się od działania głównie intencją. Wymaga interesowności wobec świata i społeczeństwa. Wytwarzanie nie oddziela ludzi od przedmiotów w tym sensie, że uwzględnia ich plastyczność, pozwalając myśleć o nich w kategoriach środka i celu. Wyraża się w instrumentalnym traktowaniu świata.
Ostatnią z opisywanych przez Arendt działalności jest praca, głównie fizyczna. Ponieważ nie dodaje do świata nic istotnego, jest jedynie środkiem do zaspokajania żądz i zwierzęcych potrzeb ludzi. Przez to jest najmniej właściwa człowiekowi. Praca nie wytwarza nic nowego, co najwyżej odtwarza już istniejące, organiczne życie.
Arendt odnosi się do Grecji w czasach Peryklesa, gdzie działanie cieszyło się wielką reputacją. Przejawiało się w życiu publicznym, wyznaczając przestrzeń wolności. Ówcześni rzemieślnicy produkując rzeczy użyteczne zajmowali się wytwarzaniem. Pracę narzucano tym ludziom, których nie uznawano za pełnoprawne istoty ludzkie – kobietom i niewolnikom.
Współcześnie ta klasyczna hierarchia została odwrócona i to praca, nie działanie, stanowi dziedzinę, gdzie większość ludzi najpełniej się realizuje. Polityka, stanowiąca w starożytnej Grecji wyraz ludzkiej wolności, obecnie podporządkowana została pracy i wytwarzaniu. Człowiek został sprowadzony do roli zwierzęcia pociągowego, używany do najcięższych prac służących do utrzymania się przy życiu. Zatriumfował etos animal laborans.
Oprócz vita activa, działalności ludzkich, Arendt wyróżnia też vita contemplativa, sposób bycia oparty na kontemplacji w oderwaniu od spraw świata. W ten sposób żyją ci filozofowie, którzy nie ulegają pokusie wpływu na politykę. Współcześnie, gdy ulegają tej pokusie, ich życie degraduje się do poziomu wytwórcy, który traktuje sprawy instrumentalnie.